# Allan Hay
Allan Stuart Hay (23 de julio de 1929 - 14 de agosto de 2017) fue un químico canadiense y profesor emérito de química de Tomlinson en la Universidad McGill. Es conocido por su sintetización de óxido de polifenileno, lo que lleva al desarrollo de Noryl y otros plásticos.

## Carrera
Se graduó de la Universidad de Alberta con un B.Sc. en 1950 y un M.Sc. en 1952, y de la Universidad de Illinois en Chicago con un Ph.D. en 1955. Fue investigador químico y gerente de General Electric, de 1955 a 1988. En 1975, se convirtió en profesor adjunto en la Universidad de Massachusetts Amherst. En 1987, después de retirarse de GE, se convirtió en profesor de investigación de química de polímeros en la Universidad McGill en Montreal, Quebec, Canadá. Hay ocupó la Cátedra GE / NSERC de Química de Polímeros de 1987 a 1995, y la Cátedra Tomlinson de Química de 1997 a 2014. Se retiró de McGill en 2014, regresando a Niskayuna, Nueva York.

## Premios y distinciones
En 1981, fue nombrado miembro de la Royal Society of London. En 1984 recibió el IRI Achievement Award del Instituto de Investigación Industrial en reconocimiento por sus contribuciones a la ciencia y la tecnología, y a la sociedad en general, por los descubrimientos en la polimerización por acoplamiento oxidativo.
En 1985 recibió el premio Chemical Pioneer Award del American Institute of Chemists.